# باشگاه فوتبال کوریتیبا

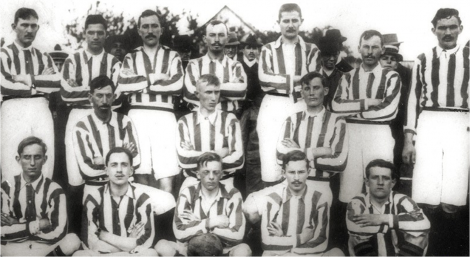
کوریتیبا - ۱۹۰۹ میلادی

باشگاه کوریتیبا (به پرتغالی: Coritiba Foot Ball Club) یک باشگاه فوتبال از کوریتیبا٬ پارانا واقع در کشور برزیل است که در لیگ برتر برزیل و لیگ پارانائنسه بازی می‌کند.
این باشگاه در سال ۱۹۰۹ تأسیس شده‌است.
این باشگاه یک قهرمانی در لیگ برتر برزیل را در کارنامهٔ خود دارد.
کوریتیبا با ۲۴ برد متوالی، رکورد بیشترین برد متوالی را در بین باشگاه‌های فوتبال جهان دارد. این رکورد از فوریه تا مه سال ۲۰۱۱ رقم خورده است.

## افتخارات
- لیگ برتر فوتبال برزیل (۱): ۱۹۸۵
- لیگ پارانائنسه (۳۹): 1916, 1927, 1931, 1933, 1935, 1939, 1941, 1942, 1946, 1947, 1951, 1952, 1954, 1956, 1957, 1959, 1960, 1968, 1969, 1971, 1972, 1973, 1974, 1975, 1976, 1978, 1979, 1986, 1989, 1999, 2003, 2004, 2008, 2010, 2011, 2012, 2013, 2017, 2022

- لیگ دسته دوم فوتبال برزیل (۲): ۲۰۰۷، ۲۰۱۰